# Media Asia Group
Media Asia Entertainment Group (chiń. trad. 寰亞娛樂集團有限公司) lub Media Asia Group (chiń. trad. 寰亞傳媒集團) – hongkońska wytwórnia filmowa i dystrybutor filmów wyprodukowanych w Hongkongu i Chinach.
Media Asia jest jedną z największych azjatyckich wytwórni filmowych mieszczących się w Hongkongu, w Chinach. Od założenia w 1994 roku Media Asia wyprodukowała lub współfinansowała około 50 chińskojęzycznych filmów, m.in. trylogię Infernal Affairs.